# ساودر (میزوری)
ساودر (به انگلیسی: Souder) یک منطقهٔ مسکونی در ایالات متحده آمریکا است که در میزوری واقع شده‌است. ساودر ۲۶۰ متر بالاتر از سطح دریا واقع شده‌است.